# David Owen
David Anthony Llewellyn Owen, Baron Owen, född 2 juli 1938 i Plympton, Devon, är en brittisk politiker.
Owen är läkare till yrket. Han var ledamot av brittiska underhuset för Labour Party från 1966 och var utrikesminister under James Callaghan 1977-1979. Han var mycket aktiv i ansträngningarna att nå en lösning som skulle innebära svart majoritetsstyre i dåvarande Rhodesia. 
Den 25 januari 1981 blev Owen en av grundarna av Storbritanniens Social Democratic Party (SDP), som han grundade tillsammans med tre andra "utbrytare" från Labour, nämligen Shirley Williams, Bill Rodgers och Roy Jenkins och 1983 valdes han till partiledare. Han motsatte sig 1987 en sammanslutning med Liberal Party och avgick, men återkom 1988 som ledare av de obetydliga kvarlevorna av SDP. Han lämnade underhuset 1992 och adlades samma år som Baron Owen.
År 1992 utnämndes Owen till EU-medlare i fredssamtalen gällande Bosnien-Hercegovina.  Tillsammans med FN:s medlare, Cyrus Vance, var han ansvarig för ett medlingsförslag som gick ut på att republiken skulle delas upp i tio halvautonoma provinser, ett förslag som förkastades av bosniska serber. Han skrev sedan ett brev till Frankrikes dåvarande president, François Mitterrand, där han bad om avsked, och ersattes av svensken Carl Bildt.
Owen kom sedan att vittna i rättegångarna mot Jugoslaviens före detta president, Slobodan Milošević, där han blev kontroversiell då han uttalade sig att denne var den enda person som hade stött freden.